# Heinz Hermann Thiele
Heinz Hermann Thiele (* 2. April 1941 in Mainz; † 23. Februar 2021 in München) war ein deutscher Unternehmer. Er war bis zu seinem Tod Hauptaktionär der Vossloh AG und der Knorr-Bremse AG sowie zweitgrößter Einzelaktionär der Lufthansa Group.

## Leben
Beide Großväter von Heinz-Hermann Thiele wirkten als Unternehmer. Sein Vater arbeitete als Anwalt und Notar. Die frühe Kindheit verbrachte Heinz-Hermann Thiele in Berlin. Nach Ende des Zweiten Weltkriegs floh seine Mutter mit ihm und seinen Geschwistern aus der zerstörten Stadt nach Westdeutschland; sein Vater war damals in Kriegsgefangenschaft.
Nach Abschluss der Schule studierte er Jura und begann seine Laufbahn bei Knorr-Bremse 1969 als juristischer Sachbearbeiter in der Patentabteilung kurz nach seinem zweiten Staatsexamen. Ab 1972 leitete er den Bereich Recht und Patente. 1975 wurde er Vertriebschef der Nutzfahrzeugabteilung und übernahm 1977 den Bereich Nutzfahrzeugbremsen. 1979 wurde er Geschäftsführer des Vertriebs der damaligen Knorr-Bremse GmbH und im September 1985 Mitglied des Vorstands. Das Unternehmen war aufgrund von Konflikten zwischen den beiden Anteilshaltern Jens-Diether von Bandemer und dessen Onkel Johannes Vielmetter in eine Schieflage geraten. 1986 verkaufte Bandemer überraschend seinen Anteil von 71 % an Thiele, der 1987 Vorstandsvorsitzender wurde. Der schrittweise Erwerb des Konzerns wurde Thiele entscheidend durch die Unterstützung der Deutschen Bank und deren damaligen Vorstandssprechers Alfred Herrhausen ermöglicht.
1989, als die Firmenerben verkaufen wollten, wurde Heinz Thiele Alleineigentümer, wobei er die Übernahme durch Kredite finanzierte. Thiele wandelte Knorr in eine Aktiengesellschaft um, verkaufte das Pneumatik-Geschäft und konzentrierte sich auf die Druckluftbremsen. Anfang der 1990er beteiligte Knorr-Bremse sich an der Bendix Corporation und erwarb 2002 vom Mitgesellschafter Honeywell die restlichen 65 % der Anteile. Im Mai 2006 kündigte er seinen Wechsel in den Aufsichtsrat zum 1. April 2007 an.
2011 begann Thiele Aktien des Verkehrstechnologiekonzerns Vossloh aufzukaufen und baute seinen Anteil ab dann schrittweise aus. Mehrfache Versuche, die Erben zur Zusammenarbeit zu bewegen, scheiterten aufgrund der Machtansprüche von Thiele. 2013 übernahm er dann den Aufsichtsratsvorsitz und baute seine Anteile auf 45 % aus, nachdem die Nachfolger an institutionelle Investoren verkauft hatten.
Thiele bündelte seine Aktivitäten in der Stella Vermögensverwaltungs GmbH mit Sitz in Grünwald, deren Geschäftsführer er selbst war. Diese Gesellschaft hält 80,7 % der Anteile an der KB Holding GmbH, die wiederum 59 % der Anteile an der Knorr-Bremse AG sowie rund 50,09 % an der Vossloh AG hält.
Thiele war seit 2007 Mitglied des Ost-Ausschusses der Deutschen Wirtschaft und setzte sich 2015 als Präsidiumsmitglied für die Abschaffung der EU-Sanktionen gegen Russland ein: „Wir brauchen die Aussöhnung mit Russland, sonst gibt es keine nachhaltige Friedensordnung in Europa.“ Seine Position wurde nicht beachtet und Thiele verließ den Ausschuss Ende 2015.
Thiele trat 2016 formal von allen Ämtern bei Knorr zurück, prägte jedoch weiterhin im Hintergrund die Strategie und war auch in weitere alltägliche Entscheidungen involviert.
Während der COVID-19-Pandemie im Jahr 2020 investierte Thiele erheblich in die angeschlagene Fluggesellschaft Lufthansa: Im Laufe des März baute er seinen Anteil von 5 % auf zunächst über 10 % aus; seit 15. Juni 2020 hielt Thiele 15,52 % der Stimmrechte. Damit war er der größte Einzelaktionär der Lufthansa. Durch den Einstieg des Bundes sank sein Anteil auf 12,42 %. Größter Einzelaktionär, mit 20,05 %, ist seither der Wirtschaftsstabilisierungsfonds der Bundesrepublik Deutschland.
Sein Führungsstil galt als autoritär im Stil eines klassischen Patriarchen, der auch den Konflikt mit Gewerkschaften nicht scheute und bis 2020 in seinem Konzern keinen Tarifvertrag schloss. Andererseits war er aber auch engagiert im karitativen, sozialen und kulturellen Bereich und sponsorte direkt oder über seine Unternehmen zahlreiche Initiativen.
Thiele verstarb am 23. Februar 2021 im Alter von 79 Jahren in München.

## Vermögen / Nachlass
2015 führte Bloomberg Billionaires ihn mit einem Vermögen in Höhe von 11,8 Mrd. US-Dollar auf Platz 94 der weltweit reichsten Menschen. Laut der Milliardärsliste 2015 des Forbes Magazine betrug sein Vermögen in jenem Jahr ca. 6,4 Milliarden US-Dollar. Damit belegte Thiele Platz 220 auf der Forbes-Liste der reichsten Menschen der Welt. Im Mai 2020 führte Bloomberg ihn mit 15,5 Milliarden US-Dollar auf Platz 74. Forbes zählte Thiele zu den 10 reichsten Deutschen: Neben seinen Industriebeteiligungen verfügte er über einen umfassenden Immobilienbesitz, ein Ausbildungszentrum und eine Rinderzucht in Uruguay mit ca. 8.500 Tieren und eine Plantage zum Anbau von Südfrüchten in Südafrika mit rund 600 Angestellten.
Laut Presseberichten wollte Thiele einen Streit um seinen Nachlass vermeiden und arbeitete so bereits zu Lebzeiten daran, seine Vermögenswerte zu verteilen und den Großteil in eine Familienstiftung zu überführen. Er versäumte jedoch in den Jahren vor seinem Tod eine eindeutige Regelung; was zu Rechtsstreitigkeiten führte: Gegen den von Heinz Hermann Thiele eingesetzten Testamentsvollstrecker, Robin Brühmüller, der in zweiter Generation, nach seinem Vater, Thiele beraten hatte, reichte die Witwe Nadia Thiele im Januar 2022 erfolglos einen Entlassungsantrag am Nachlassgericht ein. Auch Ermittlungen der Staatsanwaltschaft München I gegen Brühmüller wurden später eingestellt. Nach Presseberichten stand im Mittelpunkt der Auseinandersetzung die Vergütungsforderung des Testamentsvollstreckers, die bei der Erbmasse von rund 15 Milliarden Euro eine Mindestsumme von 250–300 Millionen Euro umfassen würde. Im Dezember 2024 wurden die Rechtsstreitigkeiten beendet und Nadia Thiele zog alle Beschwerden gegen Brühmüller zurück.
Auch der Sohn, Henrik Thiele reichte Klage ein. Er hatte 2017 nach einem Streit mit seinem Vater auf den gesetzlichen Pflichtteil von einem Achtel des vererbten Vermögens verzichtet und wollte diesen Verzicht nun gerichtlich für nichtig erklären lassen. Das Landgericht München wies die Klage ab.
Im April 2023 wurde die Heinz Hermann Thiele Familienstiftung gegründet, Stiftungsvorstand ist Stephan Sturm. Durch die verzögerte Einrichtung der steuermindernden Familienstiftung fiel eine Erbschaftsteuer in bundesdeutscher Rekordhöhe von 4 Milliarden Euro an.

## Privates
Thiele war zweimal verheiratet. Er hatte aus erster Ehe einen Sohn, Henrik (* 1967), der bis 2015 einen Teil des Asiengeschäftes bei Knorr-Bremse leitete, und eine Tochter, Julia Thiele-Schürhoff (* 1971), Anwältin und Leiterin der Hilfsorganisation Global Care.
Seine zweite Frau Nadia Thiele ist gebürtige Ukrainerin. Die studierte Germanistin war bei Knorr-Bremse im Bereich sozialen Engagements beschäftigt und brachte einen Sohn mit in die Ehe. Das Paar war seit 2011 verheiratet und lebte in München.

## Ehrungen und Auszeichnungen
- 2006: Ehrenring des Landkreises Passau
- 2007: Bayerischer Verdienstorden
- 2011: Beuth-Ehrenmedaille der Deutschen Maschinentechnischen Gesellschaft e. V. (DMG)[41]
- 2011: Ehrenbürgerschaft der Gemeinde Aldersbach[42]